# تشوپا
تشوپا (به لاتین: Tshuapa) یک استان در جمهوری دموکراتیک کنگو است که در جمهوری دموکراتیک کنگو واقع شده‌است. تشوپا ۱۳۲٬۹۴۰ کیلومتر مربع مساحت و ۱٬۳۱۶٬۸۵۵ نفر جمعیت دارد.